# Flugplatz Cumbernauld

i7
i11
i13
Der Cumbernauld Airport (ICAO-Code: EGPG) liegt am nordöstlichen Rand der gleichnamigen Stadt in North Lanarkshire in Schottland.

## Geschichte
Der Flugplatz wurde 1966 eröffnet und besaß zunächst nur eine Graspiste. Im Jahr 1988 entstand eine feste Start- und Landebahn, im August 1989 wurde das derzeitige Empfangsgebäude eingeweiht. Mit Stand Ende 2016 dient der Flugplatz dem privaten wie geschäftlichen Verkehr mit Kleinflugzeugen sowie den Belangen der in seinem Umfeld angesiedelten Unternehmen. Ein Linienverkehr wird nicht angeboten.

## Angesiedelte Unternehmen
Der Betreiber des Flugplatzes, Cormack Aircraft Services, hat sich auf Wartung, Refurbishing und Handel mit Zubringerflugzeugen des Typs Britten-Norman BN-2 Islander spezialisiert. Außerdem haben weitere Unternehmen aus der Luftfahrtbranche ihren Sitz im Bereich des Flughafens, darunter mehrere Flugschulen.